# Coolidge (Arizona)
Coolidge é uma cidade localizada no estado americano do Arizona, no condado de Pinal. Foi incorporada em 1945.

## Geografia
De acordo com o United States Census Bureau, a cidade tem uma área de 146,5 km², onde 146,3 km² estão cobertos por terra e 0,3 km² por água.

### Localidades na vizinhança
O diagrama seguinte representa as localidades num raio de 32 km ao redor de Coolidge. 

## Demografia
Segundo o censo nacional de 2010, a sua população é de 11 825 habitantes e sua densidade populacional é de 80,8 hab/km². Possui 4 796 residências, que resulta em uma densidade de 32,8 residências/km².